# 권도경
권도경(1974년 5월 25일 ~ )은 대한민국의 배우이다.

## 생애
- 1995년 SBS 공채 탤런트 5기로 데뷔하였다.
- 단국대학교연극영화과 전공으로 학사학위를 받고 단국대학교대학원에서 석사학위를 받았다.
- 취미는 고전무용, 특기는 한국요리, 한국무용이다.
- 권도경은 SBS ‘사랑과 야망’, ‘아내의 반란’ 등에 출연했다.
- 최근에는 영화 ‘마마 앤드 파파’ 촬영을 마쳤다.
- 2010년 2월 20일 동갑내기 사업가 장동호와 결혼하였다.[1]

## 학력
- 단국대학교 연극영화학과 (졸업)
- 단국대학교 대학원 연극영화학과 (졸업)

## 방송

### TV 드라마
- 1994년 SBS 《박봉숙 변호사》
- 1994년 SBS 《까치네》
- 1995년 SBS 《장희빈》
- 1995년 SBS 《LA아리랑》
- 1995년 SBS 《아스팔트 사나이》
- 1995년 SBS 《째즈》
- 1996년 SBS 《도시남녀》
- 1996년 SBS 《오장군》
- 1996년 SBS 《남자대탐험》
- 1996년 SBS 《임꺽정》
- 1996년 SBS 《8월의 신부》
- 1996년 SBS 《형제의 강》
- 1997년 SBS 《여자》
- 1997년 SBS 《아름다운 그녀》
- 1998년 SBS 《순풍산부인과》
- 1998년 SBS 《사랑해 사랑해》
- 1998년 SBS 《7인의 신부》
- 1998년 SBS 《승부사》
- 1998년 SBS 《미우나 고우나》
- 1998년 SBS 《나 어때》
- 1999년 SBS 《지금은 사랑할 때》
- 1999년 SBS 《카이스트》
- 1999년 SBS 《젊은 태양》
- 1999년 SBS 《그녀의 선택》
- 1999년 SBS 《토마토》
- 1999년 SBS 《파도》
- 1999년 SBS 《달콤한 신부》
- 2004년 SBS 《아내의 반란》
- 2006년 SBS 《사랑과 야망》
- 2007년 KBS 《부부클리닉 사랑과 전쟁》

## CF
- 롯데리아, 한냉, 보령제약, 아모레퍼시픽 유니크, 아모레퍼시픽 비타민 헤어넷 등

## 뮤직 비디오
- 이현도 '사랑해', 이슬 '너를 축복하며' 등

## 참고 문헌
- 권도경(네이버 인물)